# Rue Guido Gezelle
Pour les articles homonymes, voir Guido et Gezelle.
La rue Guido Gezelle (en néerlandais: Guido Gezellestraat) est une rue bruxelloise de la commune de Schaerbeek qui va de la rue du Corbeau à la rue du Tilleul en passant par la rue Marguerite Van de Wiele.
La numérotation des habitations va de 1 à 57 pour le côté impair et de 2 à 68 pour le côté pair.
La rue porte le nom d'un poète belge de langue néerlandaise, Guido Gezelle, né à Bruges le 1er mai 1830 et décédé à Bruges le 27 novembre 1899. Il était prêtre. Quand il prend la défense du prolétariat, il est sanctionné par son évêque, qui le nomme en représailles curé de la paroisse Notre-Dame à Courtrai, alors la plus pauvre de Flandre. Guido Gezelle est un des plus célèbres poètes flamands.

## Adresse notable
- no 10 : Segenet